# گینگزآیزل انترتینمنت
گینگزآیزل اینترتینمنت (انگلیسی: KingsIsle Entertainment) شرکت بازی ویدئویی آمریکایی است، که در سال ۲۰۰۵ تأسیس شد.